# Port de Vergi
Le port de Vergi (estonien : Vergi sadam, code EE VER  est un port à Vergi en Estonie.

## Présentation
Le port de Vergi est un port de la péninsule de Vergi.
Il est situé dans le village de Vergi de la commune de Haljala dans le comté de Viru occidental.
Le port a été achevé en 1936.
Le phare de Vergi est sur la rive du port.

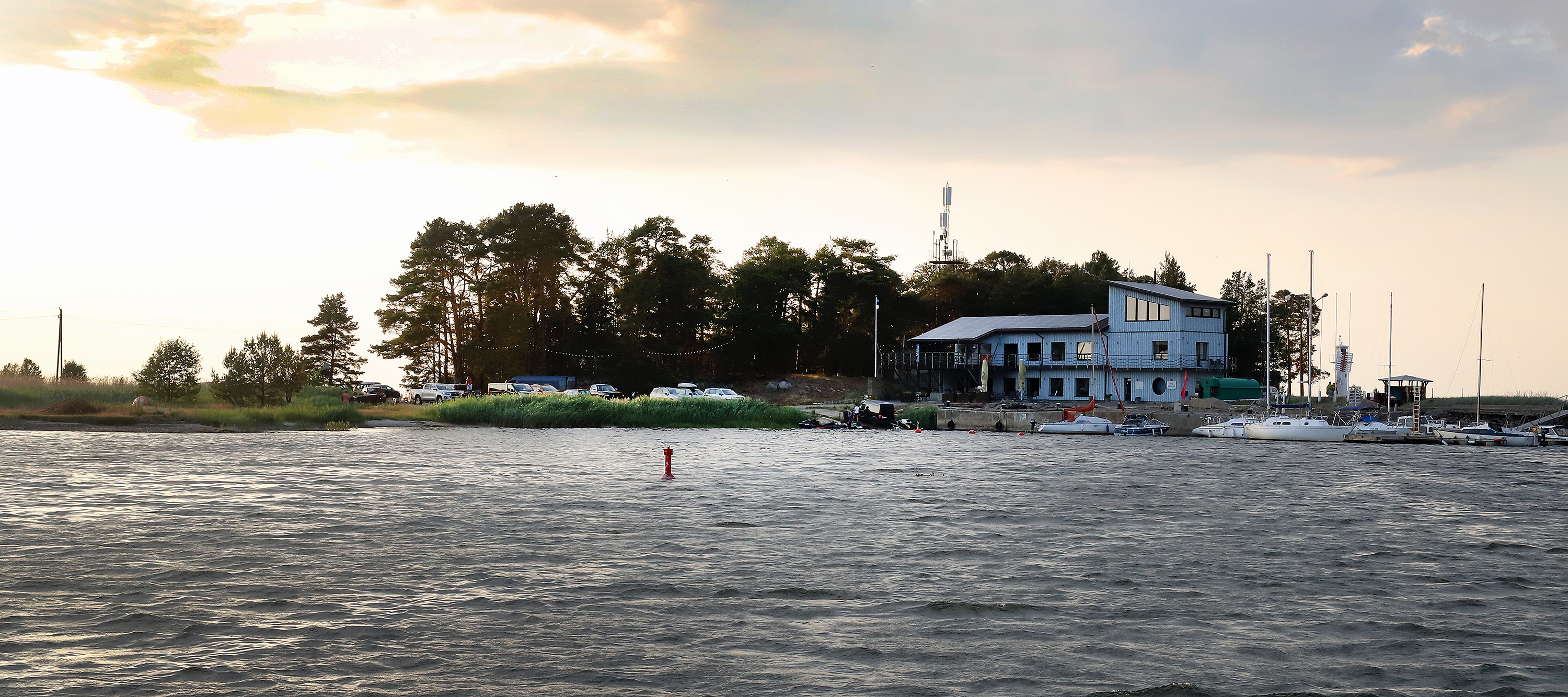
Le port en 2023.

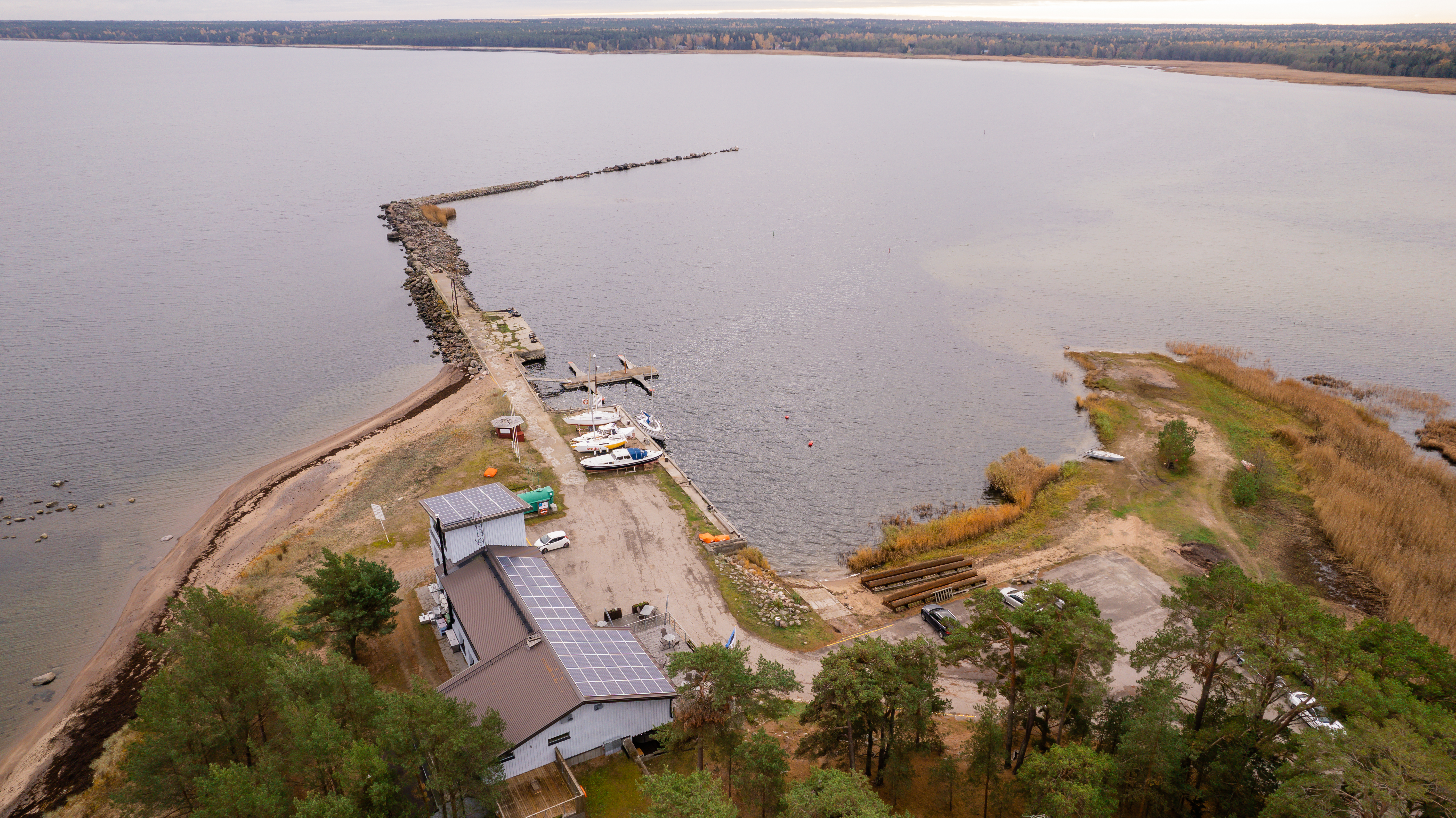